# Xysticus seserlig
Xysticus seserlig là một loài nhện trong họ Thomisidae.
Loài này thuộc chi Xysticus. Xysticus seserlig được Dmitri Viktorovich Logunov & Yuri M. Marusik miêu tả năm 1994.